# Geert Aeilco Wumkes

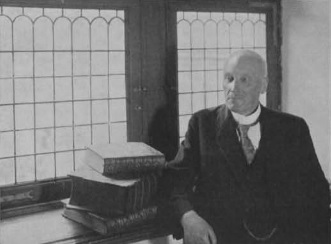
Geert Aeilco Wumkes

Geert Aeilco Wumkes (Joure, 4 september 1869 - Huizum, 7 mei 1954) was een Nederlandse theoloog, predikant en historicus, die in het Nederlands en vooral in het Fries publiceerde. Hij was een voorvechter van het gebruik van deze taal in de kerk en vertaalde in samenwerking met E.B. Folkertsma als eerste de Bijbel integraal in het Fries. Wumkes was een van de oprichters van het Kristlik Frysk Selskip en tevens betrokken bij de totstandkoming van de Provinciale Onderwijsraad van Friesland en de Fryske Akademy. Hij publiceerde een groot aantal historische artikelen en compilatiewerken. Als bibliothecaris van de Provinciale Bibliotheek van Friesland speelde Wumkes een belangrijke rol bij het ontsluiten van de collectie van deze instelling.

## Levensloop
Geert Aeilco Wumkes (in het Fries: Geart Aeilco Durks Wumkes) werd in 1869 geboren in een orthodox-protestants gezin van Oost-Friese afkomst. Zijn vader was fabrikant van naaigaren. Na de lagere school en de Franse school in Joure te hebben bezocht, verbleef hij van 1883 tot 1889 in het internaat Ruimzicht in Doetinchem, dat toen onder leiding stond van de door het Réveil geïnspireerde dominee Jan van Dijk Mzn. (over wie Wumkes in 1917 een biografie zou schrijven). Na zijn eindexamen studeerde Wumkes theologie aan de toenmalige Rijksuniversiteit Utrecht. Tijdens zijn studie schreef hij voor een prijsvraag van de Universiteit van Amsterdam een opstel, Het priesterlijk orakel der Hebreen, dat in 1891 met een gouden medaille werd bekroond.
Na in 1893 zijn kandidaatsexamen, het kerkelijk examen en het proponentsexamen te hebben behaald was Wumkes als dominee werkzaam in achtereenvolgens het Terschellinger dorp Hoorn, Roden en Zeerijp. In 1902 slaagde hij voor zijn doctoraalexamen aan de Rijksuniversiteit Groningen, waar hij twee jaar later cum laude promoveerde. Eveneens in 1904 werd Wumkes als predikant beroepen te Sneek, waar hij van 1910 tot 1936 tevens leraar Hebreeuws aan het gymnasium was. In 1924 werd Wumkes bibliothecaris van de Provinciale Bibliotheek van Friesland (sinds 2002 onderdeel van Tresoar), wat hij met groot enthousiasme tot aan zijn pensionering in 1940 zou blijven. Tot in het laatste jaar van zijn leven was hij actief als publicist en vertaler. Wumkes overleed op 7 mei 1954 op 84-jarige leeftijd te Huizum.
Wumkes trouwde in 1900 met Alida Sap (1871-1945), dochter van een scheepsgezagvoerder. Samen kregen zij een dochter en twee zonen:  Margaretha Alida Wumkes (1902-1996), de moeder van schrijver Dirk Ayelt Kooiman (1946-2018), Dirk Aijelt Wumkes (1904-1995), historicus en rector van een lyceum, en ds. Ate Dirk Wumkes (1911-2001), ook predikant.

## Werk

#### Inleiding
In Wumkes' werk speelde het Fries een centrale rol. Deze taal was voor hem echter "gjin doel, mar middel" en hij zag haar dan ook niet als de kern van het Friese leven, maar als "de draechster fan ús fielings en tinzen" ("de draagster van onze gevoelens en gedachten"), die hij als wezen van de Friese identiteit belangrijker achtte. Wumkes was van grote betekenis voor de Friese Beweging, niet alleen door zijn betrokkenheid bij verschillende Friese organisaties, maar vooral ook door zijn inspanningen voor de acceptatie van het gebruik van het Fries in de kerk. Als historicus leverde Wumkes met een groot aantal artikelen en enkele lijvige compilatiewerken een voorname bijdrage aan de geschiedschrijving van Friesland (dat hij in brede zin opvatte) en (in mindere mate) Groningen.

#### Wumkes en de Friese Beweging
Nadat hij in 1904 in Sneek als predikant was beroepen, ontwikkelde Wumkes zich tot een belangrijk man binnen de Friese Beweging. In 1908 was hij betrokken bij de oprichting van het Kristlik selskip for Fryske tael en skriftekennisse (later omgedoopt tot het Kristlik Frysk Selskip). Deze vereniging richtte zich aanvankelijk op de bestudering van de Friese taal en literatuur, maar legde zich in de jaren twintig meer toe op de maatschappelijke emancipatie van het Fries. Van 1909 tot 1918 was Wumkes redacteur van Yn ús eigen tael, het maandblad van het Kristlik Frysk Selskip.
Wumkes werd in 1928 door Gedeputeerde Staten van Friesland benoemd tot voorzitter van de toen net mede door hemzelf opgerichte Friese Provinciale Onderwijsraad (de Underwiisried). Hij zou deze functie twintig jaar lang uitoefenen. De Onderwijsraad bepleitte dat het Fries op lagere scholen als vak zou worden toegestaan, hetgeen na veel discussie in 1937 met een uitbreiding van de Lager Onderwijswet 1920 daadwerkelijk op beperkte schaal mogelijk werd gemaakt. Al was het resultaat van de wetswijziging naar objectieve maatstaven gering, ze werd door Wumkes en andere Friese lobbyisten als zeer belangrijk beschouwd.
In 1938 was Wumkes een van de oprichters van de Fryske Akademy in Leeuwarden, dat zich tot het centrum voor wetenschappelijk onderzoek en onderwijs met betrekking tot de Friese taal, cultuur en geschiedenis zou ontwikkelen.

##### Friestalige preken
Wumkes was een groot voorvechter van het gebruik van het Fries als kerktaal. Hij meende dat de emancipatie van die taal daarbij was gebaat en bovendien dat de Friezen eerder voor het christendom gewonnen zouden worden als dat in de eigen taal zou worden gepredikt. Om die redenen hield hij op 3 januari 1915 in Tzum, zonder dit de kerkgangers van tevoren te hebben aangekondigd, als eerste orthodoxe dominee een preek in het Fries. Dit viel bij de aanwezigen in goede aarde - behalve bij het gemeentelid Geartsje Visser, die na het uitspreken van de woorden "Wy hawwe hjir komeedzje yn ’e tsjerke" ("Er wordt hier in de kerk een komedie opgevoerd") uit protest de kerk verliet. Wumkes liet zich niet ontmoedigen en zou nog vaak in het Fries de zondagse eredienst leiden. De teksten van zijn Friestalige preken werden verzameld en met groot succes uitgegeven.

##### Bijbelvertaling (1933-1943)
Wumkes' veruit belangrijkste bijdrage aan het gebruik van het Fries in de kerk was de eerste vertaling van de volledige Bijbel, waaraan hij - samen met E.B. Folkertsma - jarenlang werkte. Het Nije Testamint verscheen in 1933, tien jaar later verscheen ook het Alde Testamint, in een bundel met het Nije Testamint als volledige Bijbel. De presentatie daarvan - midden in de Tweede Wereldoorlog - lokte zoveel belangstellenden naar de Grote Kerk van Leeuwarden, dat de 2.500 beschikbare plaatsen niet toereikend bleken en sommige geïnteresseerden ijlings in een andere kerk ondergebracht moesten worden. De zogenaamde Wumkesbibel werd voor velen een begrip, ook omdat de tekst ervan in hun ogen eens te meer duidelijk maakte dat het Fries niet alleen voor luchthartige, maar ook voor serieuze en diepzinnige onderwerpen kon worden gebruikt. De Wumkesbibel zou tot 1978 de enige integrale Friese Bijbelvertaling blijven.

#### Wumkes als historicus
Gedurende zijn hele leven schreef Wumkes een groot aantal historische studies, biografieën en boekbesprekingen, waarvan Tusschen Flie en Borne. Schetsen uit de geschiedenis van Schellingerland (1900) de eerste was. Zijn artikelen werden gepubliceerd in de tijdschriften It Beaken, Frisia, It Heitelân, De Holder, Sljucht en rjucht, De Stim fen Fryslân en De Weitstrop. Tussen 1913 en 1928 schreef Wumkes ruim twintig - niet zelden omvangrijke - bijdragen aan de De Vrije Fries, het tijdschrift van het Fries Genootschap, waarvan hij jarenlang lid was. Indrukwekkend is het feit dat hij tussen 1911 en 1937 ruim duizend lemmata schreef voor het Nieuw Nederlandsch Biografisch Woordenboek, de voorganger van het Biografisch Woordenboek van Nederland. Daarnaast stelde hij een viertal omvangrijke compilatiewerken samen, die hieronder worden beschreven.

##### It Fryske Réveil yn portretten(1911)
Wumkes achtte het behoud van de eenheid binnen de Nederlandse Hervormde Kerk van groot belang. Hij had dan ook belangstelling voor het Réveil, een stroming binnen het protestantse christendom die meer waarde hechtte aan een oprechte persoonlijke geloofsbeleving dan aan strenge dogmatiek. Vanaf 1909 publiceerde Wumkes in Yn ús eigen tael biografische schetsen van personen die in Friesland in het Réveil een rol hadden gespeeld. Deze levensbeschrijvingen werden in 1911 gebundeld in It Fryske Réveil in portretten, Wumkes' eerste grote Friestalige publicatie. Al kenmerken de bijdragen in dit boek zich volgens latere critici door een gebrek aan afstand tot de beschreven personen en een te detaillistische blik, ze worden vanwege het erin geschetste beeld van dat deel van de protestantse geloofsgemeenschap toch van belang geacht. Dit blijkt onder andere uit het feit dat van het boek nog in 1998 een Nederlandse vertaling werd uitgebracht.

##### Bodders yn de Fryske striid(1926)
Toen Wumkes in 1924 bibliothecaris en hoofd van de Provinciale Bibliotheek van Friesland was geworden, kreeg hij meer tijd om zich aan het door hem geliefde biografische genre te wijden. Dit leidde in 1926 tot zijn tweede grote compilatiewerk, Bodders yn de Fryske striid ("Zwoegers in de Friese strijd"), een serie levensbeschrijvingen van personen die actief waren voor de Friese taal en cultuur. Ook op dit boek valt naar latere maatstaven wel het een en ander aan te merken, omdat de inhoud vaak meer een romantisch dan een wetenschappelijk karakter heeft. Als bijdrage aan de Friese geschiedschrijving wordt Bodders yn de Fryske striid desondanks als een klassieker binnen de Friese literatuur beschouwd.

##### Stads- en dorpskroniek van Friesland(1930-1934)
Door zijn werkzaamheden voor de Provinciale Bibliotheek van Friesland had Wumkes eenvoudig toegang tot een grote verscheidenheid aan bronnen voor zijn geschiedkundige en taalkundige artikelen, waaronder alle jaargangen van de in 1752 opgerichte Leeuwarder Courant. Aan de hand hiervan schreef hij voor De Vrije Fries en het Nieuwsblad van Friesland vele artikelen. In 1930 werden deze gebundeld in de Stads- en dorpskroniek van Friesland 1700-1800, waarbij hij de periode voor 1752 aanvulde met materiaal "uit de Statenresolutie's, Hofsentientiën, proklamatieboeken, recesboeken en predikantenlijsten". Het tweede deel, de Stads- en dorpskroniek van Friesland (1800-1900), verscheen in 1934.

##### Paden fen Fryslân(1932-1943)
Wumkes' omvangrijkste compilatiewerk is Paden fen Fryslân, dat tussen 1932 en 1943 in vier delen verscheen. De meeste hierin opgenomen artikelen beschouwde Wumkes zelf als aanzetten tot verder wetenschappelijk onderzoek. Het boek bevat dan ook een groot aantal slechts gedeeltelijk uitgewerkte studies, waaruit weliswaar Wumkes' grote eruditie en zijn oog voor detail sterk naar voren komen, maar die tegelijkertijd van weinig diepgang getuigen. Het derde deel van de Paden fen Fryslân is overigens anders van aard: daarin werden ruim honderd Friese vertalingen van brieven, dagboekfragmenten en redevoeringen opgenomen.

##### Wumkes en Groningen
Ook de geschiedenis en streektaal van Groningen hadden Wumkes' belangstelling. Wumkes, die Friesland zag als een brug tussen Scandinavië en Engeland, was van mening dat met name in de Noord-Groninger streken Hunsingo en Fivelingo een Friese invloed in zowel allerlei tradities als in de streektaal terug te vinden was. Dat hij zich hiervoor interesseerde bleek in 1904 uit de onderwerpskeuze van zijn proefschrift, De Gereformeerde Kerk in de Ommelanden tusschen Eems en Lauwers (1595-1796). Tussen 1906 en 1929 schreef Wumkes regelmatig artikelen voor de Groninger Volksalmanak. Hij was redacteur van het tijdschrift Groningen (in 1916 en 1917) en van het Maandblad Groningen (van 1918 tot 1923). Ook leverde Wumkes bijdragen aan het tijdschrift Het Noorden en aan verschillende Groninger kranten. Op basis van artikelen van de in 1931 overleden Groninger historicus Jacob Vinhuizen voltooide hij in 1935 diens Stads- En Dorpskroniek Van Groningen (1800-1900).

## Publicaties (selectie)
- 1891: Het priesterlijk orakel der Hebreen (opstel)
- 1900: Tusschen Flie en Borne. Schetsen uit de geschiedenis van Schellingerland
- 1904: De Gereformeerde Kerk in de Ommelanden tusschen Eems en Lauwers (1595-1796) (proefschrift)
- 1911-1937: ruim duizend lemmata voor het Nieuw Nederlandsch Biografisch Woordenboek
- 1911: It Fryske Réveil yn portretten
- 1912: Opkomst en Vestiging van het Baptisme in Nederland
- 1917: Uit het leven en levenswerk van J. van Dijk Mzn., stichter der Doetinchemse Inrichtingen
- 1923: Frijmitselderij en Oera-Linda-Boek (Ned. vertaling)
- 1926: Bodders yn de Fryske striid
- 1930: Stads- en dorpskroniek van Friesland (1700-1800)
- 1932-1942: Paden fen Fryslân (vier delen)
- 1933: Nije Testamint (Friese vertaling van het Nieuwe Testament, met E.B. Folkertsma)
- 1934: Stads- en dorpskroniek van Friesland (1800-1900)
- 1935: voltooiing van Stads- en dorpskroniek van Groningen (1800-1900) van Jacob Vinhuizen
- 1943: Alde Testamint (Friese vertaling van het Oude Testament, met E.B. Folkertsma)
- 1949: Nei sawntich jier. Tinkskriften fan Dr. G.A. Wumkes (autobiografie)
- 1953: De Pylgerreize (Friese vertaling van The Pilgrim's Progress van John Bunyan)

## Eerbetoon
- Ter gelegenheid van zijn tachtigste verjaardag werd Wumkes door de Fryske Akademy op 4 september 1949 een Earebondel aangeboden.[3]
- De website Wumkes.nl van de Digitale Historische Bibliotheek Friesland, een samenwerkingsproject van onder andere de Fryske Akademy en Tresoar, werd in 2006 naar Wumkes genoemd.[4]

## Trivia
- Wumkes was mede-ontwerper van het wapen van de voormalige gemeente Roden.[5]
- In verschillende Friese plaatsen zijn straten naar Wumkes genoemd, waaronder in Buitenpost, Franeker, Heerenveen, Joure, Kollum, Leeuwarden, Sneek en Stiens. Ook dragen in Joure een school en in Sneek een zorgcentrum zijn naam.